# Acanthodelta radamana
Acanthodelta radamana är en fjärilsart som beskrevs av Embrik Strand 1914. Acanthodelta radamana ingår i släktet Acanthodelta och familjen nattflyn. Inga underarter finns listade i Catalogue of Life.